# أوسكار الثاني (ملك السويد)
كان أوسكار الثاني (21 يناير 1829 – 8 ديسمبر 1907) ملكًا للسويد منذ عام 1872 وحتى وفاته، وقد انتهى حكم سلالة برنادوت للبلاط النرويجي مع خلعه في عام 1905.
وصل أوسكار الثاني إلى بلاط السويد في الوقت الذي كانت فيه كل من السويد والنرويج تمران بفترة من التحول الصناعي والتقدم التكنولوجي السريع. شهد عهده أيضًا تدهورًا تدريجيًا للاتحاد بين السويد والنرويج، والذي بلغ ذروته في حلّه في عام 1905. خلفه لاحقًا الأمير كارل من الدنمارك (ابن أخته) كملك للنرويج تحت الاسم الملكي هوكون السابع، في حين خلفه نجله الأكبر غوستاف الخامس كملك للسويد.
كان أوسكار الثاني الجد الأكبر لكارل السادس عشر غوستاف الذي كان ملكًا للسويد منذ عام 1973، كما كان الجد الأكبر أيضًا لهارلد الخامس الذي كان ملكًا للنرويج منذ عام 1991، إذ كان حفيد نجله الثالث الأمير كارل، دوق فستريوتلاند.

## ملك السويد والنرويج
أصبح أوسكار الثاني ملكًا في 18 سبتمبر من عام 1872، وذلك بعد وفاة شقيقه تشارلز الخامس عشر. اعتمد جملة («رفاهية الشعوب الشقيقة») كشعار له عند تبوئه العرش. أقام الملك وعائلته ومعظم رعية البلاط الملكي في السويد. بذل أوسكار الثاني جهده لإجادة اللغة النرويجية بطلاقة، وأدرك منذ البداية الصعوبات الأساسية التي تواجه الاتحاد بين البلدين.
أصول الحكم المحلية والخارجية
حصل الملك على نفوذ كبير خلال قضائه في المسائل الدولية، بسبب ذكاءه الحاد وتجاهله للاعتبارات الأسرية التي أثرت على معظم الملوك الأوروبيين آنذاك (إذ كان أجداده من جهة الأب ومن جهة الأم قادةً عسكريين فرنسيين خدموا في عهد نابليون بونابرت). عُين رئيسًا للقضاة في ساموا بموجب معاهدة برلين بناءً على طلب بريطانيا العظمى وألمانيا والولايات المتحدة في عام 1889، ودُعي مرة أخرى للتحكيم في شؤون ساموا في عام 1899.
فُوض أوسكار الثاني في عام 1897 لتعيين محكّم خامس في النزاع الفنزويلي في حال لزم الأمر، ودُعي للعمل كقاضٍ في معاهدة التحكيم الأنجلو أمريكية التي ألغاها مجلس الشيوخ الأمريكي. كسب أوسكار الثاني العديد من الحلفاء في المملكة المتحدة من خلال دعمه الصريح والسخي لبريطانيا خلال حرب البوير الثانية (بين عامي 1899و1902)، والذي عُبر عنه ضمن إعلان طُبع في صحيفة ذا تايمز في 2 مايو من عام 1900، في الوقت الذي كان فيه الرأي القاري معاديًا لها على المستوى العالمي تقريبًا.
ظل أوسكار الثاني داعمًا قويًا للقوات البحرية السويدية طوال حياته، وزار سفن أسطول المملكة بشكل متكرر. وقّع أوسكار الثاني على برج المدفع الرئيسي الخلفي لسفينة الدفاع الساحلية أوسكار الثاني عند إطلاقها.
أُنشأ أوسكار الثاني مكتب رئيس وزراء السويد في عام 1876، وكان لويس غيرهارد دي غير أول رئيس حكومة في السويد يحصل على هذا اللقب. كان مالك العقارات المحافظ إريك غوستاف بوستروم أول وزير معروف وأكثر وزراء التاج قوة في عهد أوسكار الثاني. عمل بوستروم رئيسًا للوزراء بين عامي 1891 و1900 وبين عامي 1902 و1905. وثق أوسكار الثاني به واحترمه، ولذلك واجه صعوبة كبيرة في الموافقة على تنصيب أي شخص آخر كرئيس للوزراء بدلًا منه. قدم الملك لبوستروم حرية اختيار وزرائه دون تدخل ملكي كبير منه على مدى فترة من الزمن، ومهّد هذا التفاهم– الذي لم يخطط الملك أو بوستروم مسبقًا له- الطريق إلى البرلمانية.

## روابط خارجية
- مقالات تستعمل روابط فنية بلا صلة مع ويكي بيانات